# Marian Markiewicz (kardiolog)
Marian Markiewicz (ur. 25 lipca 1926 we Lwowie, zm. 25 sierpnia 2022) – polski kardiolog, dr hab., prof.

## Życiorys
Studiował w Akademii Medycznej im. prof. Feliksa Skubiszewskiego w Lublinie, w 1978 uzyskał tytuł profesora nauk medycznych, a w 1986 tytuł profesora zwyczajnego. Został zatrudniony w Katedrze i Klinice Kardiologii na Wydziale Lekarskim z Oddziałem Anglojęzycznym i Oddziałem Stomatologicznym Akademii Medycznej im. prof. Feliksa Skubiszewskiego w Lublinie.
Pochowany na Cmentarzu przy ul. Lipowej w Lublinie.